# サンダース・ロー SR.N2

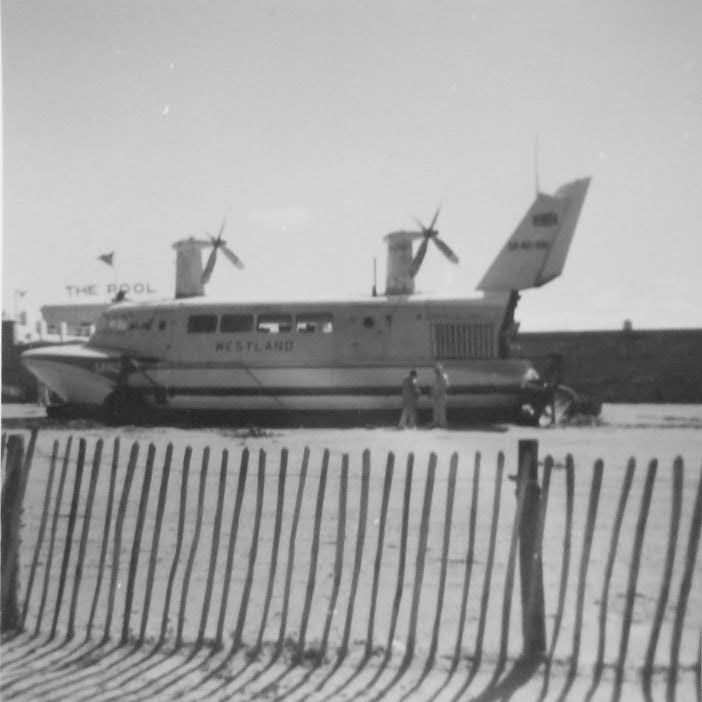
ウェストン＝スーパー＝メアのビーチに停泊するSR.N2（1963年8月）

ウエストランド/サンダース・ロー SR.N2 は、最初の商用ホバークラフト。

## 概要
SR.N2は、研究用のホバークラフトであるサンダース・ロー SR.N1の後を受け、1961年に初航行した。重量は27トンで、48人の乗客を乗せることが出来た。製造されたのは1台のみだが、商用ホバークラフトの原型と見られている。カナダのセントローレンス川において、1962年にデモ航行が行われ、1963年にはセヴァーン川のフェリーとして就役した。その後、外洋の高い波にも対応できるよう、4フィートのスカートが装着された。1963年から1964年にかけて、サザン・モーターサービスとウエストランド・エアクラフトがソレント海峡のイーストニー（Eastney）とライド（Ryde）の間をむすび、30,000人の乗客を運んだ。

## SR.N2 仕様[1][2]
| 項目                 | 仕様                                                                              |
| -------------------- | --------------------------------------------------------------------------------- |
| 全長                 | 19.80 m                                                                           |
| 全幅                 | 9.14 m                                                                            |
| 全高（ホバー時）     | 8.20 m                                                                            |
| 全高（着地時）       | 7.43 m                                                                            |
| 最高速度             | 73ノット                                                                          |
| 浮揚高               | 0.77 m                                                                            |
| エンジン             | ブリストル・シドレー ニンバス（Nimbus）エンジン x 4基：2基はリフト用、2基は推進用 |
| エンジン出力         | 608 kW                                                                            |
| 乗客 [設計値]        | 38人または53人 [70人]                                                             |
| ステアリングシステム | 可変ピッチプロペラの首振り及び後部ラダー                                          |

## 参考資料
1. ↑  James' Hovercraft Site
2. ↑  Bartie's Hovercraft